# Couscous
Couscous (arabisk: كُسْكُس kuskus ; berbisk: ⵙⵉⴽⵙⵓ seksu) er en nordafrikansk ret af semulje traditionelt serveret overhældt med en gryderet med kød eller grøntsager. Couscous er en basisfødevare i flere lande ( Maghreb: Algeriet, Marokko, Tunesien og Libyen).
Couscous blev valgt som nummer tre blandt livretter hos den franske befolkning i 2011 i en undersøgelse lavet af TNS Sofres for magazine Vie Pratique Gourmand og nummer ét i Østfrankrig.

## Etymologi
Navnet er afledt af berbisk "seksu" (betydning: godt rullet, velformede, afrundet).
Mange forskellige navne og udtaler for couscous eksisterer rundt omkring i verden. Couscous er /ˈkʊskʊs/ eller /ˈkuːskuːs/ i Storbritannien og sidstnævnte i USA. På berbisk er det kendt som seksu eller kesksu og på arabisk som كسكس, udtalt "kuskus". Det er også kendt som: طعام ("taam") i Algeriet og Marokko, "kuseksi" i Tunesien, Libyen, كسكسي ("kuskusi") i Egypten og "keskesu" på tuaregisk.

## Historie
En af de første skriftlige beskrivelser af couscous er fra en anonym nordafrikansk-andalusisk kogebog fra 1200-tallet, Kitab al-tabǐkh fǐ al-Maghrib (Nordafrika) Wa'l-Andalus (arabisk) "Kogebogen for Maghreb og Al-Andalus", med en opskrift på couscous, der blev 'kendt over hele verden'. I nutiden er couscous kendt som "den nordafrikanske nationalret ". Couscous var kendt af nasridernes kongelige i Granada. I det 1200-tallet anførte en syrisk historiker fra Aleppo fire referencer til opskrifter på couscous. Disse tidlige beskrivelser viser, at couscous spredte sig hurtigt, men generelt, at couscous var almindelig fra Tripoli og vestpå, mens fra Cyrenaica og østpå var køkkenkulturen ægyptisk, hvor couscous var en ret, der blev spist lejlighedsvis. I dag er couscous kendt i Egypten og Mellemøsten, men i Algeriet, Marokko, Tunesien og Libyen er couscous en basisfødevare. Couscous kom fra Syrien til Tyrkiet i 1500-tallet til de fleste af de sydlige provinser.
Couscous er et dagligt syn i det sicilianske køkken. I Bartolomeo Scappis kogebog fra 1570 beskrives en maurisk ret, succussu.
En af de tidligste henvisninger til couscous i Vesteuropa stammer fra Bretagne og forekommer i et brev dateret 12. januar 1699. Men inden dette kendes retten også fra Provence, hvor den rejsende Jean Jacques Bouchard skrev om at spise det i Toulon i 1630.
Couscous blev oprindeligt lavet af hirse. Historikere har forskellige meninger om, hvornår hvede begyndte at erstatte brugen af hirse. Konverteringen synes at have fundet sted engang i 1900-tallet, selv om mange regioner fortsatte med at bruge den traditionelle hirse. Couscous synes at have en nordafrikansk oprindelse. Arkæologiske fund går tilbage til 900-tallet, hvorfra man i denne del af verden har fundet køkkenredskaber, som er nødvendige for at fremstille retten.
I nogle regioner bliver couscous lavet af groft formalet byg eller perlehirse. I Brasilien er den traditionelle couscous fremstillet af majsmel.

## Tilberedning
Semuljen overrisles med vand og rulles med hænderne, til der dannes små perler, drysses med tørt mel at holde dem adskilt, og derefter sigtes. Alle perlerne, der er for små til at være brugbar som couscousgranulat og falder gennem sigten, bliver igen rullet og strøet med tør semulje og rullet til perler. Denne proces fortsætter, indtil al semulje er blevet formet til små granuler af couscous. Denne proces er meget arbejdskrævende. I den traditionelle metode til fremstilling af couscous mødtes en gruppe af kvinder og lavede store partier af couscous over flere dage. Disse ville derefter blive tørret i solen og anvendt i flere måneder. Couscous blev traditionelt fremstillet ud fra den hårde del af durum, den del af kornet, som modstod formaling med den relativt primitive møllesten. I moderne tid er couscous-produktion i høj grad mekaniseret, og produktet sælges på markeder rundt omkring i verden.
I Sahel-landene i Vestafrika, såsom Mali og Senegal, bliver perlehirse banket eller formalet til den størrelse og konsistens er nødvendige for couscous.
Korrekt tilberedt couscous er let og luftig, ikke klæbrig eller grynet. Traditionelt bruger nordafrikanere en dampkoger (kaldes en كسكس (kiskas) på arabisk eller en couscoussier på fransk) til kogningen. Basen er en høj metalgryde formet lidt som en oliekrukke, hvor kød og grøntsager tilberedes som en gryderet. Oven på basen sidder en damper, hvor couscoussen koges og absorberer de forskellige smage fra gryderetten. Låget til damperen har huller langs kanten, så dampen kan komme ud. Det er også muligt at anvende en gryde med dampindsats. Hvis hullerne er for store i damperen, kan den være foret med fugtigt osteklæde. Der er få arkæologiske beviser for mad fra oldtiden med couscous, muligvis fordi den oprindelige couscoussier var lavet af organiske materialer, som ikke har kunne bevares gennem tiden.

## Moderne couscous
Den couscous, der sælges i de fleste vestlige supermarkeder, har været præ-dampet og tørret. Normalt beskrives fremgangsmåden på emballagen med at tilføje 1 dl kogende vand eller bouillon samt smør til 1 dl couscous, hvorpå massen holdes tæt tildækket i 5 minutter. Couscoussen svulmer nu op og er klar til blive rørt rundt med en gaffel inden servering. Præ-dampet couscous tager mindre tid til at tilberede end almindelige couscous, tørret pasta eller tørret korn (såsom ris).

## Ernæring
Couscous er blandt de sundeste kornbaserede produkter. Det har en glykæmisk belastning per gram, der er 25 % lavere end pasta. Det indeholder langt flere vitaminer end pasta: dobbelt så meget riboflavin, niacin, vitamin B6 og folsyre og fire gange så meget thiamin og pantotensyre.
Hvad angår protein har couscous 3,6 g for hver 100 kalorier, hvilket svarer til pasta og er et godt stykke over 2,6 g for hver 100 kalorier af hvide ris. Desuden indeholder couscous 1 % fedt-til-kalorie-forhold, sammenlignet med 3 % for hvide ris, 5 % for pasta, og 11,3 % for ris pilaf.

## Lignende produkter
- Attiéké: en variant af couscous, det er en daglig mad i Elfenbenskysten, og er også kendt i de omkringliggende områder i Vestafrika, fremstillet af revet kassava.
- Wassa wassa: en anden variant af couscous fra det nordlige Togo lavet af yams.
- Berkoukesh: pastakugler fremstillet ved samme fremgangsmåde, men er større end kernerne af couscous.
- Fregula: en pasta fra Sardinien bestående af kugler, der er større end couscous og er ristet.
- Kouskousaki ("Κουσκουσάκι" på græsk eller "kuskus" på tyrkisk): en pasta fra Grækenland og Tyrkiet, som er kogt og bliver serveret med ost og valnødder.
- "Cuscuz marroquino" en version af couscous fra det brasilianske køkken; den spises som regel kold. Den brasilianske cuscuz er normalt lavet af majs frem for semulje. En anden festlig couscous-ret, som indeholder kylling, grøntsager, krydderier, dampet i en form og dekoreret med appelsin skiver kaldes "Cuscuz de Galinha".
- I det libanesiske, jordanske og palæstinensiske køkken er der et lignende, men større produkt, kendt som "maftoul" eller "moghrabieh".
- "Israelsk couscous" (på hebraisk פתיתים, "flager", også kaldet "ptitim") er et større, bagt hvedeprodukt, der ligner den italienske orzo.[16]